# 60分钟II
}}
《60分鐘II》（英語：60 Minutes II），又称60分鐘星期三，為美国CBS推出的深度报导类電視節目，在每周三黃金時段播出，一集時長約为45分鐘。
該節目旨在复刻每周日播出的老牌节目《60分鐘》，于1999年1月13日首播。该节目风格未受到年轻观众欢迎，于是收视率在之后数年持续下滑，在2004年起更是遭到同时段ABC剧集《迷失》冲击，最终于2005年宣布在当季停播。CBS在此之后用两部喜剧剧集过渡缺失的周三黄金档，后于2005年9月起开播电视剧《犯罪心理》。